# Platythrips tunicatus
Platythrips tunicatus är en insektsart som först beskrevs av Alexander Henry Haliday 1852.  Platythrips tunicatus ingår i släktet Platythrips, och familjen smaltripsar. Arten är reproducerande i Sverige.